# Пейн (окръг)
Окръг Пейн (на английски: Payne County) е окръг в щата Оклахома, Съединени американски щати. Площта му е 1805 km², а населението – 68 190 души (2000). Административен център е град Стилуотър.